# Levantamiento de Moyobamba
El llamado levantamiento de Moyobamba fue un intento frustrado de levantamiento de la ciudad contra las fuerzas realistas. Orquestado por el comerciante y partidario de la causa patriota, Pedro Pascasio Noriega, se dio el 10 de abril de 1821 y finalizó al día siguiente cuando los patriotas fueron arrestados y Noriega ejecutado. Es considerado la gesta inicial por la independencia de Maynas del dominio español. 

## Antecedentes
El proceso de independencia de Maynas fue un episodio complejo, cargado de anhelos liberales y, al mismo tiempo, de un profundo apego a las tradiciones realistas de la región. Así lo describe Jenaro Herrera, historiador moyobambino. En medio de este contexto aparece Pedro Pascasio Noriega, un comerciante de Moyobamba conocido por sus recorridos por la Amazonía y la costa peruana. Personaje clave que algunos historiadores señalan fue discípulo de Toribio Rodríguez de Mendoza en el Real Convictorio de San Carlos, mas no hay documentos que así lo prueben. 
Se sabe que Noriega simpatizó con la causa independentista y, en algún momento, estableció contacto con José de San Martín tras la llegada de la expedición libertadora en 1820. Si bien no hay consenso sobre el lugar exacto donde ocurrió este encuentro, se teoriza que pudo haber sido en Paracas o en Huaura. Lo que sí está claro es que San Martín le dio instrucciones al marqués de Torre Tagle para que entregara a Noriega un destacamento de 40 soldados. Con ellos, debía ir a Moyobamba y combatir a los realistas, para luego levantar a Maynas en favor de la causa independentista. Sin embargo, en Trujillo, mientras preparaba su expedición, Noriega confió detalles de su misión al teniente José Matos, quien era secretario del gobernador de Maynas. Matos, fingió simpatizar con los patriotas para así tomar control de los soldados y liderar él la expedición primero hacia Chachapoyas y luego a Moyobamba. 

## El levantamiento
A mediados de diciembre de 1820, Pedro Pascasio Noriega llegó a Moyobamba, adelantándose a Matos, con el objetivo de ganar apoyo para la inminente llegada de las fuerzas patriotas. Mientras tanto, Matos, quien ahora controlaba el destacamento, llegó a Chachapoyas en enero de 1821. Ahí, se dice que participó en la proclamación de independencia de la ciudad el 16 de enero. Más tarde se reunió con Noriega en Moyobamba. En ese momento, los líderes realistas ya habían huido. Manuel Fernández Álvarez, gobernador de Maynas, y el obispo Fray Hipólito Sánchez Rangel, abandonaron Moyobamba y buscaron refugio primero en Lagunas y luego en Tabatinga, en ese entonces el Brasil portugués. La proclamación de la independencia de Maynas, planeada para el 10 de abril de 1821, que parecía inminente nunca terminó por suceder, puesto que al llegar dicho día, Matos traicionó a Noriega. 
El teniente español convenció a las tropas de sublevarse en contra de Noriega y contra todos los que habían mostrado su adhesión a la causa patriota. Capturando a 57 simpatizantes, quienes fueron enviados como prisioneros a Loreto y el Putumayo. Noriega intentó escapar, y con ayuda de algunas mujeres, se escondió en un horno de pan. Pero fue encontrado. El 11 de abril de 1821, al día siguiente del incidente, sería fusilado. 

## Consecuencias
Tras la traición de José Matos y la ejecución de Pedro Pascasio Noriega, las fuerzas realistas retomaron Moyobamba a mediados de abril de 1821. El gobernador, Manuel Fernández Álvarez, que había huido, regresó a la ciudad y asumió de nuevo el mando. Desde allí, envió una carta al gobernador de Chachapoyas, Francisco Bustamante y Lavalle, y al alcalde José Martín Dávila. En ella, les exigía que renunciaran a la independencia y se pusieran de nuevo del lado del Rey de España. Pero Bustamante y Dávila no se dejaron intimidar. Respondieron de manera firme, enviando una carta a Trujillo pidiendo refuerzos. Este fue el punto de partida para la confrontación directa por la independencia de Maynas, puesto que la negativa de Chachapoyas a someterse a la autoridad realista provocó la primera batalla de esta campaña, la de Higos Urco.